# یاخروما
شهر یاخروما (به روسی: Яхрома) در کشور روسیه و در اوبلاست مسکو واقع شده‌است.